# Hesar-e Garmkhan
Hesar-e Garmkhan (farsi حصار گرم‌خان) è una città dello shahrestān di Bojnurd, circoscrizione di Garmkhan, nella provincia del Khorasan settentrionale. 